# 亞羅斯拉夫·德羅布尼
亞羅斯拉夫·德羅布尼（Jaroslav Drobný，1979年10月18日—）是一位捷克職業足球員，司職門將。

## 生平

### 球會
德羅布尼於2005年登陸英格蘭，先後效力富咸及葉士域治均沒有取得上陣機會。2007年1月獲借用到德甲球會波鸿，期間表現出色，於2007/08年賽季獲得柏林赫塔賞識邀請加盟。2010年柏林赫塔以包尾成績降班德乙，約滿的德羅布尼免費過檔漢堡。
隨著老將於2011年夏季離隊轉投紐約紅牛後，德羅布尼正式登上漢堡首席門將席位。
2016年夏天，德羅布尼加盟云达不来梅，簽約一年。

### 國家隊
德羅布尼曾經16次代表捷克U21國家隊出賽，但由於切赫的穩定發揮，從而導致進入成年隊後德羅布尼較少有上場機會。

## 外部連結
- 足球数据库：德羅布尼的球员统计数据
- fussballdaten.de：德羅布尼之統計數據 （德文）